# Herzl Rosenblum

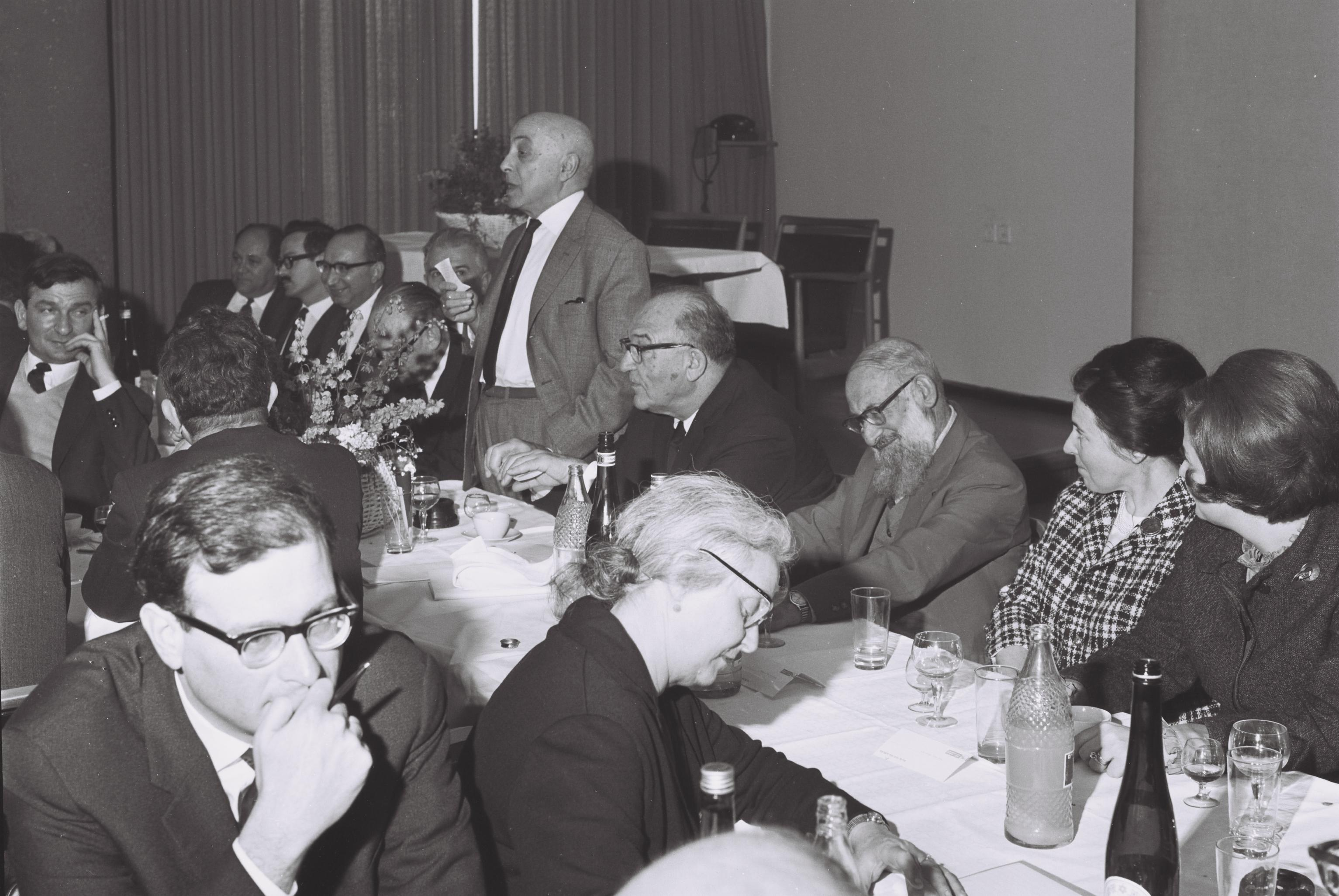
Herzl Rosenblum stehend, Ministerpräsident Levi Eschkol rechts daneben (1967)

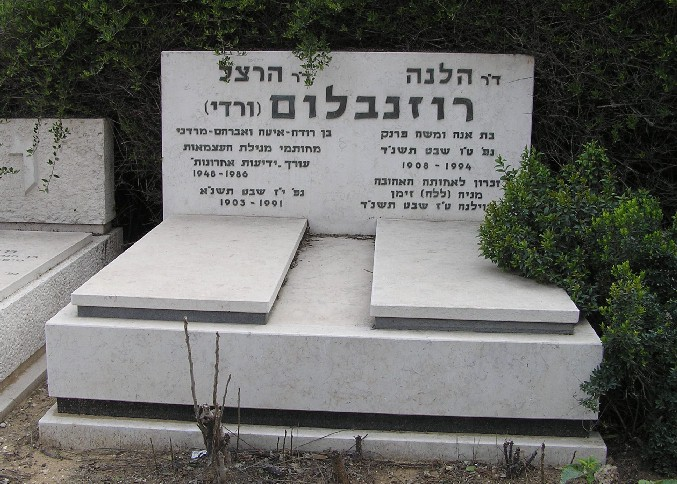
Grab auf dem Trumpeldor-Friedhof, Tel Aviv

Herzl Rosenblum (hebräisch הרצל רוזנבלום‎, geboren 14. August 1903 in  Kaunas, Russisches Kaiserreich; gestorben 1. Februar 1991 in Tel Aviv, Israel) war ein israelischer Journalist  und Politiker.

## Leben
Aufgrund von Antisemitismus verließ Rosenblum das zaristische Russland und zog nach Wien, wo er Jura und Ökonomie studierte. Er zog später nach London, wo er als Sekretär für Ze'ev Jabotinsky arbeitete. 1935 emigrierte er nach Palästina und arbeitete für die Zeitung HaBoker unter dem Pseudonym Herzl Vardi.
Herzl war Mitunterzeichner der israelischen Unabhängigkeitserklärung, die er auch mit „Vardi“ statt Rosenblum unterschrieb. 1948 begann er für die Zeitung Jedi’ot Acharonot zu arbeiten. 1949 wurde er Redakteur der Zeitung, nachdem Ezriel Carlebach sie verlassen hatte, um Jediot Maariw zu gründen. In 38 Jahren Journalistentätigkeit für die Zeitung hatte er 13 Jahre den Posten als Chefredakteur inne. Seine Memoiren haben den Titel Tropfen aus dem Meer (hebräisch: טיפות מן הים, Tifut min HaYam).
Begraben wurde Herzl Rosenblum auf dem Trumpeldor-Friedhof in Tel Aviv.